# Хекки-Гросс, Лена
Лена Хекки-Гросс (нем. Lena Häcki-Groß; род. 1 июля 1995, Энгельберг, Обвальден) — швейцарская биатлонистка, участница Олимпийских игр 2018 и 2022 годов в составе сборной Швейцарии.
Летом 2022 года вышла замуж за немецкого биатлониста Марко Гросса (сына знаменитого Рикко Гросса) и стала выступать под двойной фамилией.

## Карьера
Занимается в спортивном клубе Nordic Engelberg.

### Юниорская карьера
Первым международным турниром для спортсменки стал чемпионат мира среди юниоров 2012 года в Контиолахти, где лучшим результатом Хекки стало 43 место в спринте. В 2013 году на юниорском чемпионате мира в Оберхофе она стала 44-й в спринте, а в женской эстафете завоевала бронзовую медаль в составе сборной Швейцарии вместе с Таней Биссиг и Сабиной ди Лалло. В 2014 году на юниорском чемпионате мира в Преск-Айле она становилась восьмой в спринте и гонке преследования.
На юниорском чемпионате мира 2015 года в Раубичах Хекки была одной из самых скоростных спортсменок, но из-за плохой стрельбы не смогла бороться за высокие места, лучшим результатом в личных видах стало 13-е место в спринте. На последнем для себя юниорском чемпионате 2016 в Кеиле-Грэдиштей стала двукратным серебряным призёром в спринте и гонке преследования, в обеих гонках пропустила вперёд шведку Ханну Эберг.

### Взрослая карьера
В сезоне 2014/2015 Лена Хекки дебютировала на соревнованиях среди взрослых — сначала на Кубке IBU, где стала 33-й на этапе в Бейтостолене, а затем на Кубке мира. По ходу сезона она закрепилась в составе первой сборной Швейцарии и в январе 2015 года впервые приняла участие в эстафете на этапе Кубка мира. Лучшим результатом в первом сезоне на взрослом уровне стало 12-е место в спринте на этапе в Антхольце. Также в 2015 году спортсменка дебютировала на чемпионате мира среди взрослых и заняла 28-е место в спринте.
Лучшим результатом биатлонистки во взрослой карьере пока является 4-е место в гонке преследования на этапе в Эстерсунде в сезоне 2016/2017.
В сезоне 2019/2020 в составе женской сборной Швейцарии в эстафете на этапе в Хохфильцене завоевала для команды бронзу, выдав блистательную гонку. На этапе в Анси, она пришла к финишу третьей в гонке преследования и завоевала первый подиум в карьере.
9 декабря 2023 года заняла второе место в гонке преследования на этапе Кубка мира в Хохфильцене. 19 января 2024 года победила в короткой индивидуальной гонке на этапе Кубка мира в Италии.
На чемппионате мира 2025 года в Ленцерхайде заняла 4-е место в спринте, проиграв 1,6 сек серебряному призёру и 1,4 сек бронзовому призёру.

## Результаты

### Участие в Олимпийских играх
| Год  | Место проведения | Инд | Спр | Пр | МС | Эст | См |
| 2018 | Пхёнчхан         | 34  | 26  | 8  | 23 | 6   | 13 |
| 2022 | Пекин            | 24  | 23  | 24 | 16 | DNF | 8  |

### Участие в чемпионатах мира
| Год  | Место проведения | Инд | Спр | Пр | МС | Эст | См | Сусм |
| 2015 | ЧМ Контиолахти   | 85  | 27  | 35 | —  | 21  | —  | н/д  |
| 2016 | ЧМ Хольменколлен | 67  | 21  | 33 | —  | 16  | —  | н/д  |
| 2017 | ЧМ Хохфильцен    | 85  | 35  | 48 | —  | 13  | 14 | н/д  |
| 2019 | ЧМ Эстерсунд     | 11  | 53  | 14 | 30 | 13  | 11 | —    |
| 2020 | ЧМ Антхольц      | 59  | 63  | —  | —  | 6   | 10 | 5    |
| 2021 | ЧМ Поклюка       | 12  | 7   | 12 | 15 | 12  | 10 | —    |
| 2023 | ЧМ Оберхоф       | 9   | 28  | 33 | 11 | 8   | 7  | 12   |